# ポンパレ
ポンパレは、かつてリクルートの子会社であるリクルートライフスタイルが運営していた共同購入型クーポンサイトである。2010年7月に「ポンパレード」の名称でサービス開始し、2010年10月に改名。
運営方針を大きく変更するために、2017年4月25日より定期的な新着チケットの販売がとりやめられ、同年5月25日をもってすべてのチケットの販売を終了。以降新たなチケットの販売がないまま、2018年12月12日にすべてのサービスを終了した。
その後、インターネットショッピングモールであるポンパレモールに名称が引き継がれているが、共同購入型クーポンの販売は行わなかった。そのポンパレモールも2024年6月30日にサービスを終了した。

## 概要
購入者が一定数に達成すると、割引のチケットを購入できるというサイト。飲食店にとっては、現金が先に入る、広告として一定の客が呼べる、などのメリットがあり、ユーザーにとっては、飲食が割引になる、安く物品を購入できる、というメリットがある。

### 参入の背景
米国で流行していた共同購入型クーポンサイトの流れは、2010年2月に、Pikuが、2010年5月にKAUPONがリリースされたことで、日本国内で競争が激化した。その後の数カ月で、100社が業界に参入していくという異常事態とも言える状況になった。
その中、主に求人媒体や飲食店から広告費をもらい、情報誌、またはWebサイトにまとめることで収益をあげていたリクルート社が参入し、作ったのが本サイトである。
フラッシュマーケティング業界では、主に店舗への営業と、チケットを購入するユーザーの数が競争力となり、各サイトの独自性での勝負がしにくいとされている。そこで、媒体を大量に持ち、日本有数のクライアント接点を持ち、資金力が豊富な「リクルート社」が参入を決めたとされている。

## 業界シェア
2012年9月のクーポンの月間販売総額は14億5094万7685円で、日本のフラッシュマーケティング市場ではグルーポン・ジャパン（推定10億6568万6415円
〜16億3836万0365円）とトップを争う形になっていた。この両社は3位以下の企業を大きく引き離しており、フラッシュマーケティング業界では「2強」と呼ばれることが多かった。

## 広告・バナーなどの話題
「この旅館高かったでしょ」と温泉にいる女性の写真のバナーが一時期、Adsenseなどのアドネットワークを通じて大量に出稿された。多くのサイトで表示されたため、「あのバナーの女性は誰だ」という話題から、そのバナーに似せたものが出現するなど、一部で話題になった。
また、2010年11月から始まったテレビCMでは、野沢雅子がナレーションを担当し、テンゲン・ガリ中島や藤岡みなみ、ダンディ坂野などが出演したことも大量にテレビCMを打ったことで話題になった。

## 主な炎上
ポンパレは、リリースから様々な問題が起こっていた。

### 割引チケットが割り引かれていない疑惑
リリース初日で東京のオーシャンカシータという店の割引チケットを発表したが、「ディナーコース＋フルーツプレート＋オリジナルな演出（要相談）1万円相当を5000円で！」と表記しているにもかかわらず、自店舗WebサイトでAコース4800円の内容があり、Twitter上で炎上騒ぎとなった。

### 成立数を過度に超えて設定することによるトラブル
2010年11月5日に「ハーゲンダッツアイスクリームギフト券ミニカップ2個、通常660円が100円」というチケットを100万枚発行したが、取引成立のための最低枚数を2週間で50万枚という、通常のチケット販売量からはありえない数字を設定し「取引不成立が前提の状態で、宣伝目的でやっているのではないか」と炎上した。これに対し、2010年11月10日に、ポンパレは取引不成立の見通しが高まってきたとして、その時点の購買枚数（12万枚程度）で取引成立と発表した。最終的には約36万枚購入され期日を迎えた。

### ボンカレー大量発注によるシステムトラブル
2010年11月22日、また2010年12月3日には、予想以上の同時注文があり決済システムの限界を超えたために、立て続けに障害が起こった。中でも、12月3日「ボンカレーゴールド21中辛（10箱セット）」の販売については見送られた。

### 販売後にチケットを撤回
2011年2月13日には、「仙台で人気のプリン専門店『プリン家』全国700個のプリンを食べ続けたプリン好きオーナーが3,100回以上改良を重ねて生まれたぷりん家のぷりん6個セット2,900円が1,450円で！」というチケットが商品発送を3月1日（火）までの予定だったが、店舗側が想定外の申込数に対応できず、チケットをすべてキャンセルをして批判が集まった。